# توزيع أوركسترالي (حوسبة)
توزيع أوركسترالي أو التزامن (بالإنجليزية: Orchestration) هو مصطلح يستخدم في علم الحوسبة لوصف آلية مؤتمتة لتنظيم وتنسيق و إدارة أنظمة الكمبيوتر المعقدة والبرمجيات الوسيطة والخدمات.
غالبا ما يذكر هذا المصطلح في سياق مواضيع الهيكلية الموجهه للخدمات (SOA) , الأفتراضية (virtualization) ,البنية التحتية المتقاربة ومراكز البيانات الديناميكية. حيث يمثل التوزيع الأوركسترالي في هذا المعنى مواءمة طلب الخدمة مع التطبيقات والبيانات والبنية التحتية.